# Josh Hopkins
William Josh Hopkins (ur. 12 września 1970 w Lexington) – amerykański aktor filmowy i telewizyjny, syn kongresmena stanu Kentucky Larrego Hopkinsa. W roku 1999 wystąpił w teledysku do utworu Alanis Morissette „Unsent”. Jego najbardziej znaną rolą jest Raymond Milbury w serialu telewizyjnym Ally McBeal (2001–2002). Jest amatorskim muzykiem, który nagrał kilka singli. Jego pierwszy wideoklip „Feigning Interest” został wydany online w październiku 2006 roku. Dzięki MySpace teledysk zyskał sławę i zdobył uznanie na festiwalu muzycznym Lollapalooza w Chicago w sierpniu 2007 roku.

## Filmografia

### Filmy fabularne
- 1997: G.I. Jane jako Flea
- 1999: Piraci z Krzemowej Doliny (Pirates of Silicon Valley, TV) jako Paul Allen
- 2000: Gniew oceanu (The Perfect Storm) jako kapitan Daryl Ennis
- 2000: Miłość i seks (Love & Sex) jako Joey Santino
- 2001: Król ulicy (One Eyed King) jako Chuck
- 2006: Poddaj się, Dorotko (Surrender Dorothy, TV) jako Peter
- 2008: Ładni brzydcy ludzie (Pretty Ugly People) jako George
- 2009: 12 mężczyzn z kalendarza (12 Men of Christmas, TV) jako Will Abrecht
- 2019: Nocny patrol (Crown Vic) jako Jack VanZandt

### Seriale TV
- 1996: Prawo i porządek (Law & Order) jako Ken Soames
- 1998-99: Ulice Nowego Jorku (New York Undercover) jako detektyw Alec Stone
- 1999–2001: Jack i Jill (Jack & Jill) jako Matt Prophet
- 2001: Kate Brasher jako oficer Tony Giordano
- 2001–2002: Ally McBeal jako Raymond Milbury
- 2003: Bez śladu (Without a Trace) jako Eric Keller
- 2003: Prawo i porządek: sekcja specjalna jako Tim Donovan
- 2003–2004: Dowody zbrodni (Cold Case) jako ADA Jason Kite
- 2004: Gorące Hawaje (North Shore) jako Morgan Holt
- 2005: Kości (Bones) jako Michael Stires
- 2006: Bracia i siostry (Brothers & Sisters) jako Warren Salter
- 2006: Zaginiona (Vanished) Peter Manning
- 2009: CSI: Kryminalne zagadki Miami jako Mark Gantry
- 2009: Prywatna praktyka (Private Practice) jako dr Noah Barnes
- 2011: Castle jako oficer
- 2015–2018: Quantico jako Liam O’Connor, agent specjalny FBI